# Faia (Guarda)
Faia é uma povoação portuguesa sede da Freguesia de Faia do Município da Guarda, freguesia com 10,0 km² de área e 180 habitantes (censo de 2021), tendo, por isso, uma densidade populacional de 18 hab./km².

## Geografia
A freguesia da Faia situa-se na margem direita do Rio Mondego fazendo fronteira com as freguesias de Aldeia Viçosa, Cavadoude, Alvendre, São Vicente, Maçainhas de Baixo, Pero Soares e Mizarela. A Faia possui uma área total de 10 km², distando 12 km da sede do município e sendo constituída por pitorescas e aprazíveis quintas, entre as quais se encontra a famosa Quinta da Ponte. A esta freguesia da Faia petencem dois lugares: a Faia e a Ramalhosa, que se situa a cerca de 0,5 km.
Esta freguesia congrega 288 alojamentos familiares (em 2001), sendo grande parte deles casas típicas beirãs e não ultrapassando os dois andares.

## Demografia
A população registada nos censos foi:
| Distribuição da População por Grupos Etários | Distribuição da População por Grupos Etários | Distribuição da População por Grupos Etários | Distribuição da População por Grupos Etários | Distribuição da População por Grupos Etários |
| -------------------------------------------- | -------------------------------------------- | -------------------------------------------- | -------------------------------------------- | -------------------------------------------- |
| Ano                                          | 0-14 Anos                                    | 15-24 Anos                                   | 25-64 Anos                                   | > 65 Anos                                    |
| 2001                                         | 27                                           | 18                                           | 149                                          | 85                                           |
| 2011                                         | 13                                           | 17                                           | 97                                           | 100                                          |
| 2021                                         | 6                                            | 13                                           | 75                                           | 86                                           |

## Património
- Igreja Matriz
- Cinco Capelas, incluindo a Capela de São Pedro e a Capela da Ramalhosa
- Fontes de Mergulho
- Casas com portas de vãos biselados
- Janelas com motivos manuelinos

## Indicadores Económicos
As potencialidades identificadas nesta freguesia, e que podem tornar-se fonte de desenvolvimento, são: 
- Proximidade com recursos naturais importantes, nomeadamente do Rio Mondego e de matéria-prima
- Proximidade com a sede de concelho
- Monumentos Históricos
- Clima ameno

No que respeita às condicionantes ao desenvolvimento global da Freguesia da Faia, foi referenciado: 
- População envelhecida
- Emigração

## Atividades Económicas predominantes
A maior parte dos habitantes da Faia tem atividade na própria freguesia, dedicando-se mais propriamente à actividade agrícola e comercial.
De acordo com dados do INE de 1999, Faia tinha uma superfície agrícola utilizada de 250 ha, destes 244 ha são por conta própria. Existe uma média de 3,62 ha por exploração e uma população agrícola de 142 pessoas.
Como todas as freguesias do município, o tipo de agricultura é de subsistência, cujas principais culturas são os produtos hortícolas para consumo próprio e para venda, nomeadamente o azeite, a cereja, a maçã, o pêssego, a batata e a couve.
A Freguesia da Faia tem a nível industrial: 
- Uma empresa têxtil de cobertores e lã, de âmbito familiar, com 10 trabalhadores
- Uma indústria hoteleira, de âmbito familiar, com 2 restaurantes e turismo de habitação

A nível comercial existem os seguintes estabelecimentos comerciais de âmbito familiar: 
- Uma mercearia, um talho, três cafés e dois restaurantes

Relativamente ao artesanato, pode dizer-se que se foi perdendo as antigas tradições. Antigamente havia uma atividade artesanal muito rica, trabalhando-se em cestos de verga de castanha, alfaiates, sapateiros, mantas e farrapos, envolvendo assim muitas pessoas nestes ofícios. Actualmente não existe actividade artesanal significativa.

## Associações Recreativas/Desportivas
- Associação Cultural, Desportiva e Recreativa da Faia; tem 170 associadoss; desenvolve atividades desportivas e culturais
- Salão de Festas/Exposições (com muita importância para a identidade cultural da freguesia)

## Lugares de Culto
- Igreja Matriz
- Cinco Capelas

## Principais pólos de atracção turística na freguesia
Os principais pólos turísticos que se revelam de extrema importância para a promoção turística da freguesia são:
- Património histórico e arquitectónico importante, nomeadamente Calçada romana, Castro do Tintinolho, Ponte Romana
- Quintas com monumentos históricos do século XVI e solares dos séculos XVII, XVIII e XIX
- Casas rurais típicas
- Praia Fluvial do Rio Mondego
- Paisagem natural rica
- Quinta da Ponte – Turismo em Espaço Rural
- Caça e pesca

## Ramalhosa
Ramalhosa é uma aldeia da freguesia da Faia com apenas 5 habitantes.
A aldeia da Ramalhosa situa-se no Vale do Mondego e faz fronteira com a Faia, Aldeia Viçosa e Cavadoude. Esta possui também belíssimas quintas com solares.
Banhada pelo Rio Mondego, esta pequena aldeia apresenta uma paisagem natural riquíssima. Tal como na maioria das aldeias do Vale do Mondego, a principal cultura da Ramalhosa são as oliveiras, e apesar da escassa população, ainda é realizada a apanha da azeitona, ainda que com ajuda de pessoas vindas de outras aldeias, nomeadamente dos Chãos.

## Património
- Capela de Nossa Senhora da Conceição
- Pequenos Chafarizes
- Um antigo tanque de lavar
- Uma calçada romana
- Casas tradicionais beirãs
- Solares distribuídos em quintas